# トゥモロー・ネバー・ノウズ (アルバム)
『トゥモロー・ネバー・ノウズ』（Tomorrow Never Knows）は、ビートルズのコンピレーション・アルバムである。2012年7月24日にiTunes Store限定で配信が開始された。

## 概要
ビートルズのコンピレーション・アルバムとしては、2009年発売の『パスト・マスターズ』『モノ・マスターズ』以来約3年ぶりで、配信というフォーマットでは初となる。
本作は、ビートルズの公式発表曲の中から、ハードなものからサイケデリック調のロック・ナンバーを集めたコンピレーション・アルバムとなっており、鋳型としては1976年発売の『ロックン・ロール・ミュージック』と同様である。アップル・コア、ポール・マッカートニー、リンゴ・スターに加え、ジョン・レノンとジョージ・ハリスンの遺産の管理団体の承認を得てiTunes Store限定で配信された。
本作のプレス・リリースで、リンキン・パークのメンバーであるマイク・シノダは、「僕らのバンドの曲をレコーディングする時に使用する方法のほとんどは、ビートルズから学んだもの。直接的にも間接的にもビートルズはアルバムのレコーディング方法のひな型を生み出して、音楽界を変革した。」とコメントしている。
イギリスでは2012年8月4日付の全英アルバムチャートで最高位44位、アメリカでは8月11日付のBillboard 200で最高位24位を獲得した。

## 収録曲
特記を除き、作詞作曲はレノン＝マッカートニーによるもの。
| #         | タイトル                                                                                             | 作詞・作曲         | リード・ボーカル                      | 時間  |
| --------- | --- | ------------------ | ------------------------------------- | ----- |
| 1.        | 「レボリューション」(Revolution)                                                                     |                    | ジョン・レノン                        | 3:25  |
| 2.        | 「ペイパーバック・ライター」(Paperback Writer)                                                       |                    | ポール・マッカートニー                | 2:19  |
| 3.        | 「アンド・ユア・バード・キャン・シング」(And Your Bird Can Sing)                                     |                    | ジョン・レノン                        | 1:59  |
| 4.        | 「ヘルター・スケルター」(Helter Skelter)                                                             |                    | ポール・マッカートニー                | 4:31  |
| 5.        | 「サボイ・トラッフル」(Savoy Truffle)                                                                | ジョージ・ハリスン | ジョージ・ハリスン                    | 2:54  |
| 6.        | 「アイム・ダウン」(I'm Down)                                                                         |                    | ポール・マッカートニー                | 2:32  |
| 7.        | 「アイヴ・ゴット・ア・フィーリング (Naked Version)」(I've Got A Feeling (Let It Be...Naked Version)) |                    | ポール・マッカートニー ジョン・レノン | 3:38  |
| 8.        | 「バック・イン・ザ・U.S.S.R.」(Back In The U.S.S.R.)                                                 |                    | ポール・マッカートニー                | 2:44  |
| 9.        | 「ユー・キャント・ドゥ・ザット」(You Can't Do That)                                                  |                    | ジョン・レノン                        | 2:35  |
| 10.       | 「イッツ・オール・トゥ・マッチ」(It's All Too Much)                                                  | ジョージ・ハリスン | ジョージ・ハリスン                    | 6:26  |
| 11.       | 「シー・セッド・シー・セッド」(She Said She Said)                                                    |                    | ジョン・レノン                        | 2:36  |
| 12.       | 「ヘイ・ブルドッグ」(Hey Bulldog)                                                                    |                    | ジョン・レノン                        | 3:11  |
| 13.       | 「トゥモロー・ネバー・ノウズ」(Tomorrow Never Knows)                                                 |                    | ジョン・レノン                        | 2:59  |
| 14.       | 「ジ・エンド (Anthology 3 Version)」(The End (Anthology 3 Version))                                  |                    | ポール・マッカートニー                | 2:52  |
| 合計時間: | 合計時間:                                                                                            | 合計時間:          | 合計時間:                             | 44:41 |

## チャート成績
| チャート (2012年)            | 最高位 |
| ---------------------------- | ------ |
| オーストラリア (ARIA)        | 34     |
| オーストリア (Ö3 Austria)    | 34     |
| ベルギー (Ultratop Flanders) | 23     |
| ベルギー (Ultratop Wallonia) | 29     |
| カナダ (Billboard)           | 15     |
| デンマーク (Hitlisten)       | 17     |
| イタリア (FIMI)              | 35     |
| ニュージーランド (RMNZ)      | 37     |
| ノルウェー (VG-lista)        | 22     |
| UK アルバムズ (OCC)          | 44     |
| US Billboard 200             | 24     |